# François Neuens
François Neuens (Gonderange, 6 november 1911 – Wiltz, 24 mei 1985) was een Luxemburgs wielrenner. 

## Belangrijkste overwinningen
1938
- Luxemburg-Nancy
- 7e etappe Ronde van Zwitserland
- Tour du Lac Léman

1939
- 12e etappe deel a Ronde van Frankrijk
- 17e etappe deel a Ronde van Frankrijk

1941
- Eindklassement Echarpe d'Or

1942
- 1e etappe Ronde van Luxemburg
- 2e etappe Ronde van Luxemburg
- 3e etappe Ronde van Luxemburg
- 4e etappe Ronde van Luxemburg
- Eindklassement Ronde van Luxemburg

1943
- 1e etappe Ronde van Luxemburg
- 2e etappe Ronde van Luxemburg
- Eindklassement Ronde van Luxemburg

## Resultaten in voornaamste wedstrijden
| Jaar | Ronde van Italië | Ronde van Frankrijk | Ronde van Spanje |
| ---- | ---------------- | ------------------- | ---------------- |
| 1937 |                  | 38e                 |                  |
| 1938 |                  | 37e                 |                  |
| 1939 |                  | 43e (2)             |                  |